# Leptotyphlops diaplocius
Leptotyphlops diaplocius este o specie de șerpi din genul Leptotyphlops, familia Leptotyphlopidae, descrisă de Orejas-miranda 1969. Conform Catalogue of Life specia Leptotyphlops diaplocius nu are subspecii cunoscute.